# Dandi
För andra betydelser, se Dandi (olika betydelser).

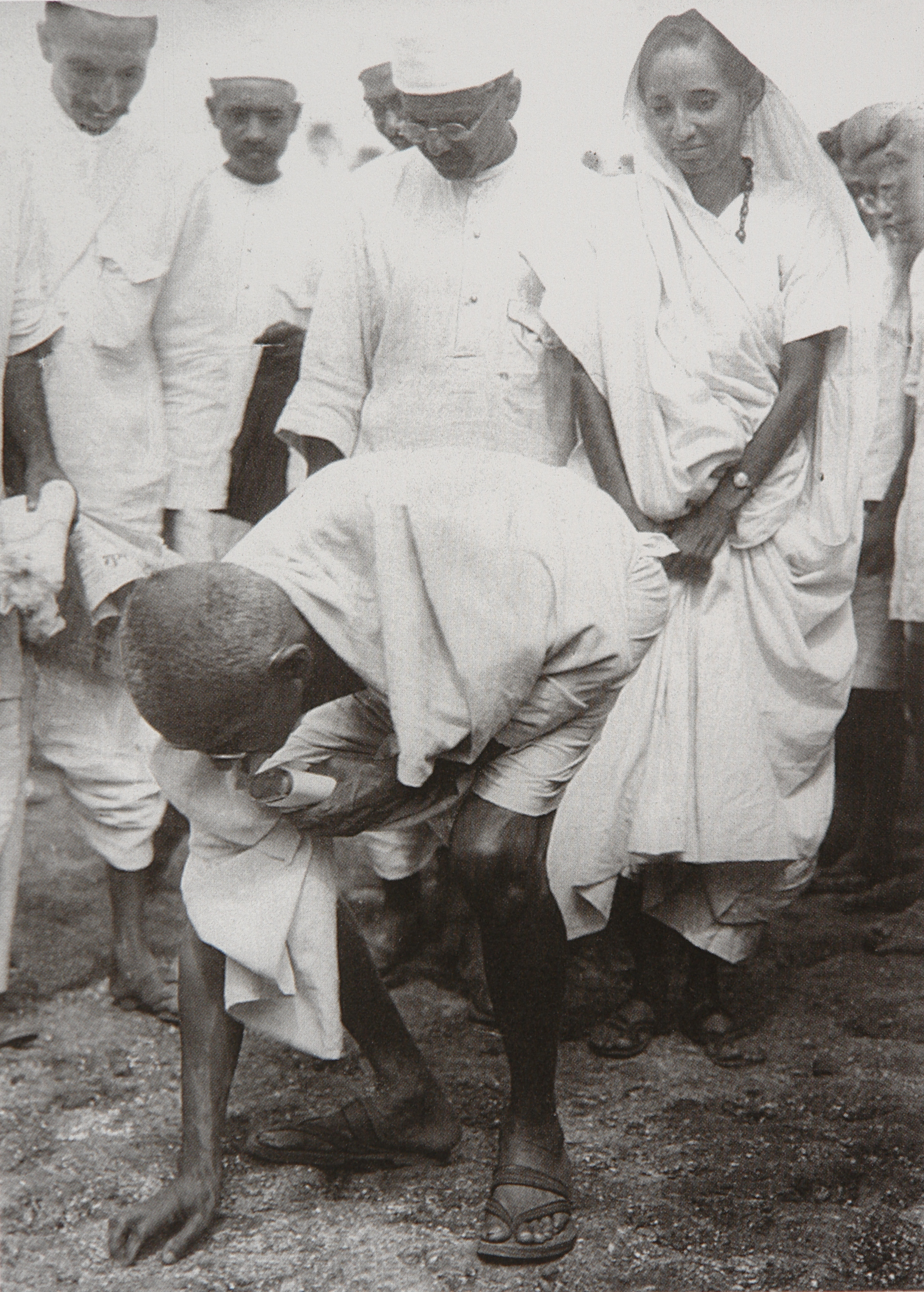
Gandhi på stranden i Dandi, 5 april 1930.

Dandi är en by i delstaten Gujarat i Indien, och tillhör distriktet Navsari. Folkmängden uppgick till 1 116 invånare vid folkräkningen 2011. Byn ligger på Arabiska havets kust i närheten av Navsari.
Byn fick världsrykte 1930 då Mahatma Gandhi valde den att bli platsen för saltmarschen. Han marscherade från Ahmedabad till Dandi tillsammans med några följeslagare för att protestera mot ökningen av skatt på salt. Det kan sägas att det var i Dandi som Brittiska Indiens fall inleddes.